# Daemonorops maculata
Daemonorops maculata är en enhjärtbladig växtart som beskrevs av John Dransfield. Daemonorops maculata ingår i släktet Daemonorops och familjen Arecaceae. Inga underarter finns listade i Catalogue of Life.